# Madrets
Madrets (Bulgaars: Мъдрец) is een dorp in het zuiden van Bulgarije. Het dorp is gelegen in de gemeente Kardzjali in de oblast Kardzjali. Het dorp ligt hemelsbreed 13 km ten noordoosten van Kardzjali en 212 km ten zuidoosten van de hoofdstad Sofia. Het dorp telde 234 inwoners op 15 maart 2024.

## Bevolking
Het dorp Madrets had bij een schatting van 2020 een inwoneraantal van 192 personen. Dit waren 67 mensen (53,6%) meer dan 125 inwoners bij de officiële census van februari 2011. De gemiddelde jaarlijkse groei in die periode komt daarmee uit op 4,4%, hetgeen hoger is dan het landelijk jaarlijks gemiddelde over deze periode (-0,63%). In 1985 woonden er echter nog 505 personen in het dorp: veel etnische Turken (en andere moslims) verlieten in 1989 Bulgarije als gevolg van de assimilatiecampagnes van het communistisch regime van Todor Zjivkov, waarbij alle Turken en andere moslims in Bulgarije christelijke of Bulgaarse namen moesten aannemen en afstand moesten doen van hun islamitische gewoonten.
- 1934 317
Koninkrijk Bulgarije
- 1946 285
Volksrepubliek Bulgarije
- 1956 364
Volksrepubliek Bulgarije
- 1965 460
Volksrepubliek Bulgarije
- 1975 461
Volksrepubliek Bulgarije
- 1985 505
Volksrepubliek Bulgarije
- 1992 308
Republiek Bulgarije
- 2001 129
Republiek Bulgarije
- 2011 125
Republiek Bulgarije
- 2020 192
Republiek Bulgarije

- Koninkrijk Bulgarije
- Volksrepubliek Bulgarije
- Republiek Bulgarije

In het dorp wonen uitsluitend etnische Turken. In de optionele volkstelling van 2011 identificeerden alle 125 inwoners zichzelf met de Turkse etniciteit.
| Etnische samenstelling van de respondenten (2011) | Etnische samenstelling van de respondenten (2011) | Etnische samenstelling van de respondenten (2011) | Etnische samenstelling van de respondenten (2011) | Etnische samenstelling van de respondenten (2011) |
| ------------------------------------------------- | ------------------------------------------------- | ------------------------------------------------- | ------------------------------------------------- | ------------------------------------------------- |
|                                                   |                                                   |                                                   |                                                   |                                                   |
| Bulgaren                                          | Bulgaren                                          |                                                   | 0,0%                                              | 0,0%                                              |
| Turken                                            | Turken                                            |                                                   | 100,0%                                            | 100,0%                                            |
| Roma                                              | Roma                                              |                                                   | 0,0%                                              | 0,0%                                              |
| Anders/Onbekend                                   | Anders/Onbekend                                   |                                                   | 0,0%                                              | 0,0%                                              |